# Coup d'État de la Légion et pogrom de Bucarest
Notes
Pogrom : massacre de 125 Juifs
Seconde Guerre mondiale
Le coup d'État de la Légion et le pogrom de Bucarest se sont déroulés entre le 21 et le 23 janvier 1941 à Bucarest en Roumanie devenue depuis l'année précédente un État fasciste, satellite de l'Allemagne nazie, dirigé de facto par l'ambassadeur allemand Manfred von Killinger assisté du Judenberater Gustav Richter, qui pressent les autorités roumaines de procéder à l'extermination des Juifs. 
Le dictateur fasciste Ion Antonescu avait pris le pouvoir en octobre 1940 avec l'aide de la Garde de fer, mais en janvier 1941, les « légionnaires », jugeant le régime trop modéré, se révoltent (le nom officiel de la Garde de Fer était « Légion de l'Archange Michel », en roumain : Legiunea Arhanghelului Mihail ; ses membres étaient donc nommés « légionnaires »). Pendant sa rébellion, la Garde de Fer tue 125 Juifs, et 30 soldats périssent lors des affrontements avec les rebelles. À la suite de ces événements, la Garde de Fer est dissoute et 9 000 de ses membres sont jetés en prison, non pour le pogrom, mais pour s'être rebellés.

## Contexte
Une particularité de l'histoire de la Roumanie est que dans ce pays, la majorité roumaine a été, durant de longues périodes, en position d'asservissement et de soumission politique à des pouvoirs qui lui étaient étrangers (selon les territoires : Empire grec, Empire bulgare, Empire mongol, Royaume de Hongrie, Empire turc, Empire autrichien, Empire russe…). Par conséquent, la majorité roumaine a longtemps été moins favorisée socialement, économiquement et culturellement que les minorités, liées (sauf celle des Roms) aux classes favorisées des Empires dominants et à leur essor économique. Les partis politiques nationalistes ont toujours su exploiter les sentiments de frustration consécutifs à cette situation et lorsqu'en 1918, à la suite de la Première Guerre mondiale, la Roumanie réalise son unité, ils réclament que les minorités soient désormais limitées dans leurs droits et que les « Roumains de souche » (Românii neaoși) soient favorisés par la loi. Cependant, la reconnaissance internationale de l'unification roumaine (Reîntregirea) est assortie, par le Traité de Versailles et ses annexes, à la condition que les droits fondamentaux soient étendus aux minorités ethniques. Or dans les nouveaux territoires vivent de nombreux Juifs : en Bessarabie et en Bucovine (prises à la Moldavie respectivement par l'Empire russe en 1812 et par l'Empire autrichien en 1775) ce sont des Juifs devenus respectivement russes ou respectivement allemands, de langues russe et yiddish, dont certains sont des traditionalistes hassidim et d'autres, des socialistes. Des intellectuels antisémites, les partis politiques nationalistes et les intégristes chrétiens, dont des membres du clergé, considèrent ces Juifs comme des « allogènes » à envoyer en Palestine ou en URSS, et réclament que les droits promulgués en application du Traité de Versailles leur soient retirés. 
Une clause secrète du pacte Hitler-Staline d'août 1939, permet l'occupation soviétique de la Bessarabie et de la Bucovine du Nord le 26 juin 1940. En août 1940, la « médiation » de l'Allemagne nazie et de l'Italie fasciste dans le différend entre la Roumanie et la Hongrie concernant la Transylvanie, aboutit au Second arbitrage de Vienne, puis dans celui entre la Roumanie et la Bulgarie concernant la Dobroudja du Sud, se solde par les accords de Craiova. Ces deux « médiations » obligent la Roumanie à céder une grande partie de son territoire à la Hongrie et à la Bulgarie : c'est la fin de l'unification roumaine et plus de quatre millions de roumanophones (sur seize) repassent sous domination étrangère. Ce traumatisme décrédibilise le régime carliste pro-Allié et favorise les nationalistes du gouvernement et des médias prennent les Juifs comme « boucs émissaires »: 
« Confronté avec une crise extrêmement grave, et émettant des doutes sur la survie de son régime, le gouvernement roumain se sert des Juifs comme « paratonnerre » pour canaliser le mécontentement de la population vers cette minorité. Il est remarquable de noter la réaction de la presse roumaine, dont la rage est dirigée contre les Juifs et non contre les soviétiques, les véritables agresseurs. Compte tenu que la presse est censurée en 1940, le gouvernement est forcé avoir joué un rôle dans cette partialité. Une forme typique de désignation anticipée du bouc émissaire a été de faire savoir aux dirigeants juifs que les autorités roumaines allaient lancer des actions de répression contre les Juifs »
 Beaucoup de politiques calquent alors leur politique sur l'Allemagne nazie. Les lois antisémites comme le « numerus clausus » dans la fonction publique et les universités, puis le coup d'état de l'« État national-légionnaire » (Statul Național-Legionar) qui offrent le pouvoir au maréchal Ion Antonescu (qui se définit lui-même comme « le Pétain roumain ») et au gouvernement fasciste antisémite de Horia Sima, aboutissent à une loi de roumanisation, qui dépossède les Juifs de leurs biens et les distribue aux partisans du nouveau régime, créant ainsi un climat dans lequel l'antisémitisme est présenté non seulement comme légitime mais même comme souhaitable.   
Concernant la Bessarabie et la Bucovine du Nord, pendant le retrait des autorités roumaines et l'avance de l'Armée rouge, certains habitants non-roumanophones manifestèrent leur joie, d'autres s'en prirent à la majorité autochtone et se livrèrent à des pillages et diverses violences. Toutefois, la majorité des rapports roumains de l'époque ne désignent pas les Juifs comme assaillants comme le prouvent des historiens de renom tels Dinu Giurescu ou Mihai Pelin,,, contrairement à ce qu'a prétendu la propagande légionnaire et celle du gouvernement fasciste roumain par la suite. En réalité, les assaillants de l'été 1940 étaient des exclus de toute origine, des prisonniers libérés des prisons roumaines et utilisés par le NKVD pour faire régner la « terreur rouge », même si clivages ethniques et religieux ont aussi joué un rôle tragique dans les territoires occupés par l'URSS selon le protocole secret du pacte Hitler-Staline : les trois occupants successifs de ces territoires (soviétiques en 1940-1941, nazis allemands ou fascistes roumains en 1941-1944, et à nouveau soviétiques après 1944) ont dressé les unes contre les autres les communautés, qui vivaient globalement en paix sinon en bonne entente auparavant. Lors de la première occupation soviétique, seule une fraction des militants de l'Union générale des travailleurs juifs, devenue communiste dans les années 1930 a été embrigadée de gré ou de force par les autorités soviétiques qui procédaient alors au « dépistage » et à l'arrestation des catégories de citoyens jugés « nuisibles » : les anciens fonctionnaires des états estonien, letton, lituanien, polonais, roumain (en priorité les enseignants, juristes, policiers et militaires) ; les prêtres ; les professions libérales ; les commerçants (juifs compris) ; les propriétaires de biens de production (dont les dits « koulaks »), de terre (dont les aristocrates) et immobiliers. Tous sont déportés avec leurs familles. Un an plus tard, les occupants nazis ou fascistes roumains accusent l'ensemble des Juifs de ces territoires, sans distinction, d'être « bolchéviques » et responsables des déportations soviétiques, incitant les populations chrétiennes locales (sortant d'un an de terreur rouge) à rechercher, arrêter et livrer les juifs locaux. Ceux-ci sont massacrés avec leurs familles en une « Shoah par balles » (ou « Holocauste de l'Est »), moins connue que celle d'Europe occidentale et centrale, mais non moins meurtrière (environ deux millions de victimes, et on découvre encore de nouvelles fosses communes et dépôts de cendres),. 
Dans l'« État national-légionnaire » (Statul Național Legionar), la Garde de fer tient entre ses mains le contrôle de l'ensemble du gouvernement, des médias et d'une partie des forces de l'ordre, mais non des forces armées qui obéissent uniquement à Antonescu. Le ton monte entre les deux mouvements antisémites sur le sujet du pillage subi par la population juive. Antonescu pense que le vol se fait au détriment de l'économie roumaine et que celui-ci ne profite pas au gouvernement, mais seulement aux légionnaires et à leurs acolytes. La « question juive » n'était pas le seul sujet de discorde : les légionnaires, arrivaient au pouvoir après de nombreuses années de persécutions subies sous le régime pro-Allié précédent du roi Charles II, qui fit même tuer leur fondateur et chef Corneliu Zelea Codreanu, voulaient se venger de tous les politiques qui les avaient réprimés, et qu'Antonescu avait assigné à résidence, mais en refusant de les arrêter ou de les tuer.

## Préparation de la rébellion
Le désaccord entre Antonescu et la Garde de fer concernant le dépouillement des Juifs, ne conteste pas la spoliation elle-même, mais sa méthode et la destination finale des biens confisqués. Antonescu souhaite que ce soit fait par voie d'expropriation, progressivement, par la promulgation de lois antisémites successives spécifiques.  
« … Les légionnaires veulent tout et tout de suite ; Antonescu, bien que partageant le même but, essaye de l'atteindre graduellement, en utilisant des méthodes différentes. Le leader l'explique clairement dans un discours devant les ministres nommés par la Légion : "Pensez-vous réellement que nous puissions remplacer tous les « Youpins » (Jidani) immédiatement ? Les défis du gouvernement sont abordés un à un, comme dans un jeu d'échecs" »
Les légionnaires, pour leur part, se dépêchent de dérober un maximum de biens le plus rapidement possible, en utilisant des méthodes mafieuses fondées sur la terreur, la torture ou le meurtre. Ils entrent en concurrence avec la minorité allemande vivant en Roumanie : selon les lois de roumanisation, les Juifs sont forcés de vendre leurs entreprises, et les légionnaires en profitent pour les leur acheter à très vil prix. Or la minorité allemande offre aux Juifs de meilleurs prix que ceux proposés par les légionnaires : en moyenne un cinquième de la valeur réelle des biens. Antonescu ayant « invité » la Wehrmacht à occuper la Roumanie, officiellement pour la « protéger », l'état roumain doit payer pour cela une indemnité au Troisième Reich. C'est cet argent prêté par le Reich aux Allemands de Roumanie qui permet à ces derniers d'acheter les biens juifs. Antonescu demande aux légionnaires de cesser leurs actions de terreur. Ces derniers décident alors de préparer un coup d'état afin de renverser Antonescu et de prendre seuls le contrôle du pays.
Tout d'abord, les légionnaires commencent par discréditer Antonescu, en signalant ses relations familiales avec des Juifs : sa belle-mère et son ex-femme, avec qui il s'était marié lorsqu'il effectuait une mission diplomatique en France. Ils l'accusent aussi d'être lié avec la franc-maçonnerie et lui reprochent son « amitié » avec Wilhelm Filderman, président des Communautés juives de Roumanie. Selon la propagande nazie, les francs-maçons sont les ennemis de l'humanité, dépassés en perversité seulement par les Juifs. 
Dans les 20 jours précédant la rébellion, l'intensité de la propagande antisémite augmente : les légionnaires utilisent tous les moyens à leur disposition. La propagande se focalise sur la nécessité de « résoudre le problème juif ». Durant ce temps Ion Antonescu et les légionnaires de Horia Sima rivalisent de servilité envers le régime de Berlin, chacun cherchant à démontrer aux nazis qu'il est leur plus fiable allié. Le 14 janvier 1941 le maréchal Antonescu rencontre Adolf Hitler en Allemagne et lui explique que les légionnaires sont « des mystiques chrétiens incontrôlables et des civils qui refusent le service militaire et ont créé un état dans l'état ». Il promet à Hitler l'entière coopération militaire de la Roumanie dans un éventuel conflit futur avec l'Union soviétique. De leur côté, du 17 au 19 janvier, les légionnaires organisent une série de conférences à travers la Roumanie, afin de démontrer la « nature nationale-socialiste » de leur mouvement, les similitudes entre les deux mouvements (axées essentiellement sur le racisme et l'antisémitisme) et de montrer à Hitler leur loyauté.
Des escarmouches avec l'URSS ont eu lieu pendant l'année qui suit l'annexion soviétique de la Bessarabie et de la Bucovine du Nord : des avions soviétiques font de fréquentes incursions dans l'espace aérien roumain et, en janvier 1941, des navires de guerre soviétiques entrent dans les eaux roumaines et posent des mines devant le port de Galatzi : l'ambassadeur allemand Manfred von Killinger, garant du pacte germano-soviétique dans la région, « conseille » très fermement à Antonescu (mit Nachdruck beraten) de ne pas réagir militairement, alors que les « légionnaires », eux, exigent une contre-offensive massive et rapide,.
Dans ce contexte et grâce aux rapports de l’Abwehr, le Führer n'ignore rien de la fidélité de l'armée roumaine à Antonescu et de l'indiscipline des légionnaires : il fait savoir au dictateur roumain que s'il agit contre ses opposants du mouvement légionnaire, le Reich ne s'en mêlera pas. Aussitôt Antonescu prend des mesures afin de restreindre les actions de la Légion. Le 19 janvier, il émet un ordre résiliant la position des commissaires de roumanisation ; ces postes, très bien payés, étaient détenus par des légionnaires. En plus, il chasse les personnes responsables des actes de terreur commis par les légionnaires : le ministre de l'intérieur Constantin Petrovicescu et les commandants de la police de sécurité et de la police de Bucarest. À leur place, il nomme des militaires loyaux. Les militaires prennent aussi contrôle des installations stratégiques, comme les standards téléphoniques, les commissariats de police ou les hôpitaux. Les officiers de région légionnaires sont convoqués dans la capitale pour une consultation économique importante et sont arrêtés lors de cette réunion.

## La rébellion
Le 20 janvier 1941, un officier allemand, que l'on suppose être le commandant Döring, chef de l’Abwehr (service de renseignement de l'état-major allemand) dans les Balkans, est abattu à Bucarest par un roumain de souche grecque. Probablement antinazies, les raisons de ce meurtre ne sont pas rendues publiques, mais cet acte va servir d'étincelle pour déclencher le coup d'état par la Légion. Antonescu a changé les commandants de la police de sécurité et de la police de Bucarest, mais leurs subordonnés continuent à recevoir des ordres directement de Horia Sima et font blocage à l'installation de leurs nouveaux commandants. Les légionnaires disposant d'armes à feu, prennent le ministère des Affaires intérieures, les commissariats de police et les autres bâtiments gouvernementaux et municipaux, en ouvrant le feu sur les soldats qui gardent ses bâtiments.
L'ensemble des médias étant contrôlé par les légionnaires, les appels au calme d'Antonescu ne sont ni publiées ni radiodiffusées, tandis que les appels des légionnaires au peuple pour s'« insurger contre le règne des Juifs et les francs-maçons », le sont.
Tandis que les légionnaires tentent de recruter des bandes de bagarreurs dans les banlieues pauvres de Bucarest, les gens qui risquent d'être des cibles potentielles de ces bandes se terrent dans les ministères, et les quartiers huppés dressent des barricades pour arrêter les pillards. Les bandes légionnaires envahissent les rues de Bucarest, prennent les stations-service et les dépôts de carburants et utilisent des bidons d'huile bouillante comme arme contre les soldats. Seuls 15 officiers loyaux restent avec Antonescu au palais royal de Bucarest. Le pouvoir semble vaciller mais l'armée et les civils ne répondent pas aux appels des légionnaires, et les principaux chefs de ces derniers, avec à leur tête Horia Sima, passent à la clandestinité. 
L'armée roumaine va se défendre pendant deux jours, puis essaye d'encercler les places fortes des légionnaires, mais sans les attaquer et en laissant s'enfuir beaucoup de ceux qui se rendent. En fait chaque camp tente d'éviter la mort. Les légionnaires publient des déclarations, annonçant que les Juifs se sont soulevés. Pendant la rébellion, le seul journal publié est celui des légionnaires qui engage une vigoureuse propagande antisémite et qui finit chaque article par le leitmotiv : « Vous savez qui vous devez abattre ».

## Le pogrom de Bucarest
Le pogrom de Bucarest n'est pas un effet secondaire du coup d'état de la Légion, mais un évènement majeur de celui-ci, organisé à dessein pour légitimer la rébellion et pour assimiler les ennemis de la Légion aux « marionnettes des Juifs et des Francs-maçons ». 
Les légionnaires ne furent pas les seuls à prendre part au pogrom : il y eut des officiers de police favorables aux légionnaires, des syndicats de travailleurs, des étudiants, des Roms et des criminels. Les attaques contre les deux quartiers de Bucarest à forte minorité juive, Dudești et Văcărești, commencent quelques heures avant la rébellion légionnaire. Le ministre Vasile Iasinschi donne l'ordre de mettre à sac les commerces juifs et la foule déchaînée prend d'assaut les maisons des Juifs, les synagogues et les autres institutions. Les quartiers généraux des légionnaires deviennent des centres de torture. Après pillages et viols, leurs habitants regroupés dans des lieux où ils sont torturés pour leur faire avouer d'éventuelles cachettes de biens précieux ou des numéros de coffres de banque ; les maisons des Juifs sont incendiées. Des Juifs sont abattus au hasard, mais aussi selon des plans préparés d'avance. Certains Juifs sont jetés du dernier étage du commissariat général de la police, et d'autres exécutés dans l'abattoir municipal puis pendus à titre d'exemple aux crocs de boucher. 

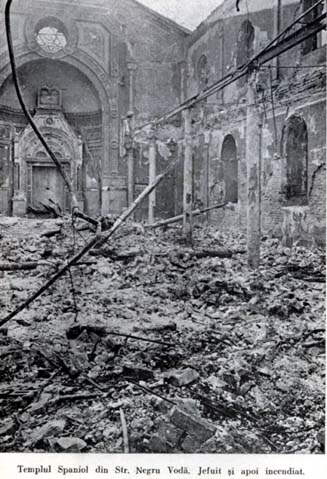
Une synagogue séfarade détruite pendant le pogrom.

Les militaires dans leur ensemble ne prirent pas part au pogrom, ni les officiers de police fidèles à Antonescu, que les légionnaires avaient mis aux arrêts après leur avoir confisqué armes et uniformes. 

### Destruction des synagogues
Les légionnaires mettent le feu à plusieurs synagogues et dansent joyeusement autour des brasiers. Pour accomplir cette « mission », ils utilisent des camions-citernes remplis d'essence dont ils aspergent les murs avant d'y mettre le feu. Les fidèles sont dépouillés, les objets de culte volés, les livres saints et les rouleaux de Torah profanés. Des archives et des documents historiques plusieurs fois centenaires se trouvant dans la Grande synagogue sont brûlés. Tout est saccagé, même les toilettes. 
Quand les légionnaires pénètrent dans le Temple choral, c'est l'heure de la prière du soir. Ils emmènent l'officiant, Ozias Copstik, et les autres fidèles à l'abattoir municipal où il les torturent, toujours à la recherche de richesses réelles ou imaginaires, puis les conduisent dans la forêt de Jilava où ils sont mitraillés, dépouillés de leurs vêtements et abandonnés sur place dans la neige. Les légionnaires retournent alors au Temple choral avec un camion et chargent tout ce qui est transportable. Ils brisent l'armoire contenant les objets de culte et volent son contenu. Puis ils mettent le feu à la synagogue qui est gravement endommagée mais pas entièrement détruite par manque de carburant, et a pu, après la guerre, être reconstruite. 
La synagogue Beth El est entièrement détruite au bulldozer et à la pelleteuse pour éviter l'embrasement des maisons voisines.  
Une troupe de légionnaires, conduite par le prêtre Brigadeu, pénètre le 21 janvier dans la Grande Cahal (Grande synagogue séfarade) et s'y barricade en attendant l'armée. Mais l'armée ne vient pas. Les légionnaires commencent alors à piller les œuvres d'art se trouvant dans le temple, et considérées comme faisant partie des plus belles d'Europe. Les livres sur la religion, la bibliothèque, les rouleaux de Torah sont rassemblés au centre du temple et brulés. Dans la soirée du 22 janvier, les légionnaires amènent un camion-citerne et mettent le feu au bâtiment, interdisant aux pompiers de l'éteindre. Témoin oculaire, le procureur militaire I.N. Vlădescu fera une déposition devant le tribunal populaire de Bucarest en 1946 après la guerre qui sera citée dans le Jurnalul de Dimineață du 21 janvier 1946:  
« Le Temple espagnol  ressemblait à une torche géante qui illuminait lugubrement le ciel de la ville. Les légionnaires dansaient comme des diables, en tirant en l'air et en chantant leur hymne tinereții legionare (la « jeunesse légionnaire »), tout en frappant avec leurs bottes, dans leur fureur sauvage, trois femmes nues, afin de les pousser dans les flammes. Les victimes écrasées, dans leur atroce désespoir, déchiraient l'air de leurs cris de douleur. »

### Les centres de torture
Les Juifs ne sont pas uniquement torturés pour leur voler leurs biens cachés, mais aussi par de jeunes sadiques, et parmi eux des adolescents, dont le seul but est la torture pour leur propre plaisir. Les tortures durent des heures voire des jours, les tortionnaires se relayant à tour de rôle. Les Juifs sont forcés de donner tout ce qu'ils ont sur eux, et parfois même leurs habits, d'avouer où se trouvent leurs biens et ceux de la communauté, et après avoir parlé, ils sont froidement abattus. Parfois, avant de les tuer, on les force à écrire une lettre de suicide.
Les tortionnaires sont dirigés par Mircea Petrovicescu, le fils du Ministre de l'intérieur déposé par  Antonescu. Petrovicescu lui-même procède à des interrogations. Il accroche des Juifs sur des cibles et tire en visant de plus en plus près de leur tête afin qu'ils avouent où se trouve leur argent, leurs bijoux et autres biens cachés. Il accroche aussi des femmes juives nues sur les cibles et leur coupe les seins. Une seule femme survit à cette torture, mais elle est abattue par la suite avec d'autres Juifs.
Les femmes légionnaires prennent aussi part au pogrom ; tous les survivants confirment leur implication dans les tortures. Selon des témoins, des femmes légionnaires déshabillaient des hommes juifs et leur coupaient les organes génitaux.
- La préfecture de police

À partir du 20 janvier, des dizaines de Juifs sont arrêtés et conduits à la préfecture de police et dans d'autres centres de torture. Parmi les personnes amenées à la préfecture, on trouve: Sigmund Goldfarb, le président de la communauté juive de Bucarest, Moise Orecovsky, le responsable du office d'émigration vers la Palestine, le Dr M. Cottiennes, M. Lindner, A. Shapira et C. Haimovici, tous les quatre membres de la commission officielle de l'émigration vers la Palestine. Tous sont torturés si sauvagement que deux des victimes préfèrent se jeter par la fenêtre du troisième étage : le Dr Askenazy est tué sur le coup, tandis qu'A. Aftalion, grièvement blessé, va rester un long moment sans secours. 15 personnes prises au hasard parmi les personnes arrêtées, sont conduites à l'abattoir et assassinées.
- Bureaux de la compagnie "George Clime engineering", 37 route de Călărași

Près de 200 Juifs sont amenés dans ces bureaux. Parmi eux, le rabbin H. Gutman, ses fils Iancu et Iosef, Sigmund Colin le trésorier de la communauté juive de Bucarest, S. Rivensohn le secrétaire général de la communauté, Mayer Marcus l'intendant du Temple choral ainsi que sa femme Fany. Tous les Juifs sont roués de coup et volés. Les femmes sont conduites au sous-sol et fouettées avant d'être libérées. Les hommes sont torturés de 19 heures jusqu'au matin du 22 janvier, puis sont divisés en deux groupes. Le premier groupe est conduit à Jilava où ils sont abattus. Le second est emmené à Bucarest à la Ferma Căpitanului (Moulin de Străulești).
- Commissariat de police no 15, rue Matei Basarab

Les commissaires de la Légion, Robescu et Jipescu, avec un groupe d'environ 40 jeunes gardes, la plupart des ouvriers de l'usine Parcomer sont les responsables des tortures infligées dans ce centre. Les victimes ont été arrachées de leur maison, raflées dans la rue, ou capturées à l'organisation sioniste de la rue Pann. Parmi ces 150 victimes, se trouvent le journaliste Horia Carp, âgé de 72 ans, ancien sénateur et ancien secrétaire général de la communauté juive de Bucarest, son fils Matatias Carp, secrétaire général de la Fédération des unions juives de Roumanie, ainsi qu'un groupe de 20 jeunes Juifs, prêts à partir pour la Palestine. Toutes les victimes sont lacérées de coups de ciseaux, dépouillées de tout ce qu'elles ont sur elles, battues à de nombreuses reprises, et forcées d'avaler une grande quantité de sel mélangé avec de l'huile, de l'essence et du vinaigre, un mélange fortement purgatif, et emprisonnées dans une petite cellule dans la cave, avec interdiction de se rendre aux toilettes. Pendant toute la période de rétention de 46 heures, les légionnaires descendent tous les quarts d'heure pour les battre.
- Siège de l'union des communautés juives, 3 rue Burghele

Une équipe de 24 légionnaires, dirigée par C. Măruntu, envahit le siège de l'Union dans la nuit du 21 au 22 janvier. Après avoir fait sauter la porte, les légionnaires pénètrent dans les bureaux et dévastent tout ce qui s'y trouve. Ils se rendent alors tout d'abord chez le Dr Alewxandru Șafran, grand-rabbin de Roumanie, et saccagent son appartement, dérobant tout ce qui possède de la valeur, puis chez l'ingénieur C. Salomon qu'ils enferment dans la cave avec sa femme et sa fille, pendant qu'ils pillent leur maison.
- Le Moulin de Străulești (banlieue nord-ouest)

Le Moulin Straulesti sert de centre de détention pour 79 Juifs, qui vont être battus pendant deux jours et une nuit, menacés de mort, affamés, ne recevant pendant toute cette période qu'une seule tranche de pain. Après avoir été torturés, ils sont relâchés dans la campagne, nus et sans chaussure dans la neige, à une distance de 16 kilomètres de la ville.
- Mairie de Jilava (banlieue sud)

Les Juifs qui survivent à la première exécution de la forêt de Jilava sont transférés dans la mairie de Jilava : parmi eux, le rabbin Zvi Gutman, le chantre Ozias Copstik et le docteur Eugen Solomon qui était venu chercher son frère. Il n'existe pas de données fiables sur les actes de torture auxquels ils ont été soumis, car presque tous ont été par la suite abattus. Le rabbin Gutman qui a survécu a été battu et trainé par les cheveux et la barbe.
- Autres centres de détention et de torture : le siège central de la Légion, rue de Rome ; le siège de la Légion, 1 rue Circulaire ; le commissariat de police XII, du quartier Moșilor.

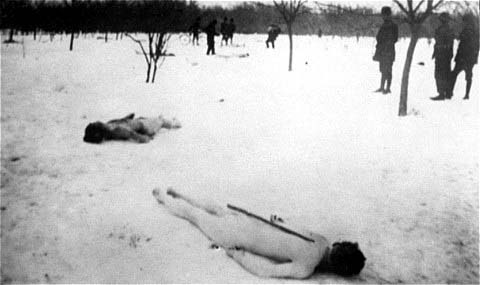
Cadavres de Juifs dénudés, dans la neige, dans la forêt de Jilava.

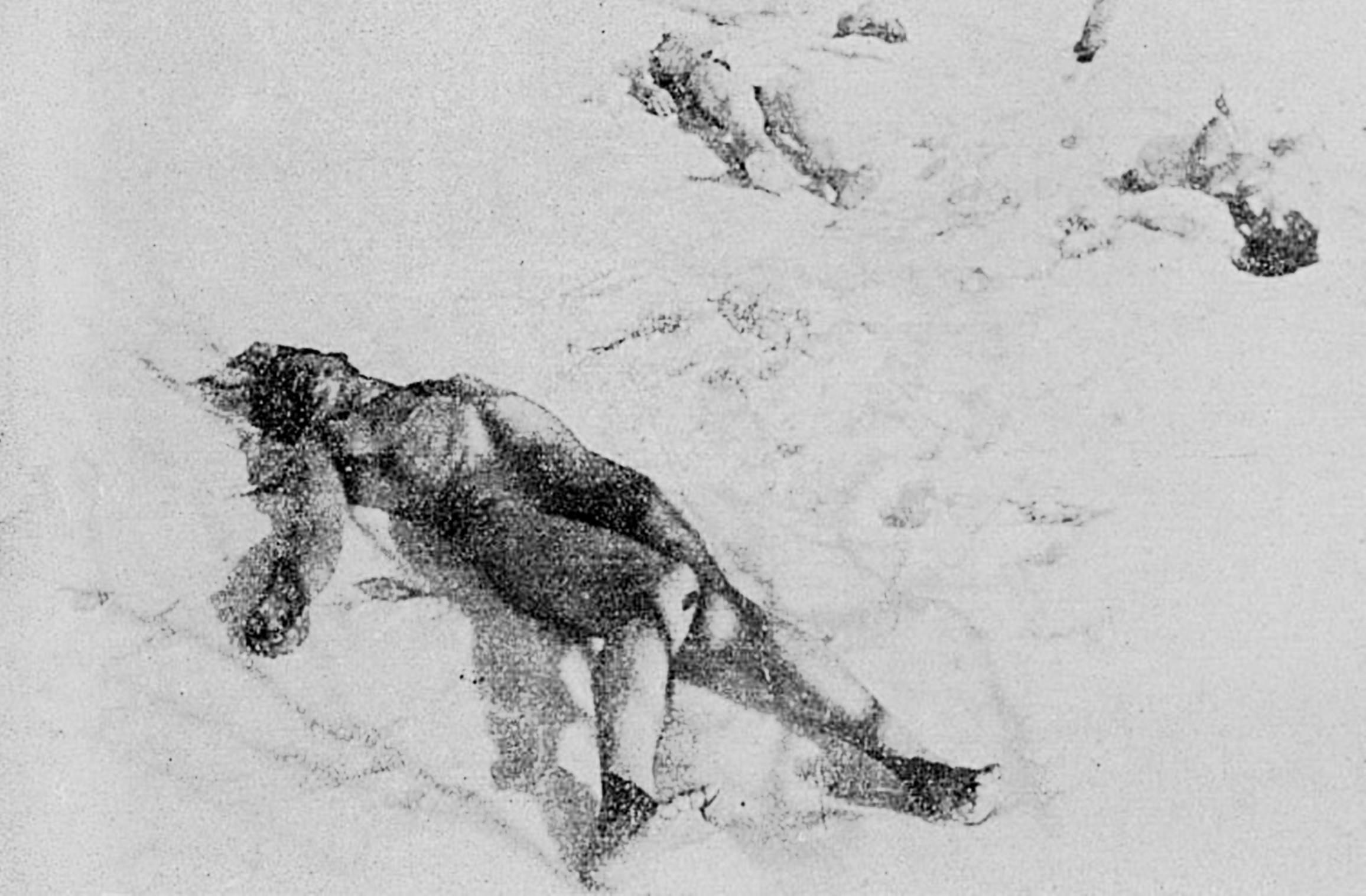
Cadavres de Juifs dénudés, dans la neige, dans la forêt de Jilava.

### Massacre de la forêt de Jilava
90 Juifs sont transférés par camion des centres de torture de la Légion dans la forêt de Jilava où ils sont mitraillés ; on leur tire une balle dans la tête pour les achever. Le lendemain, quelques légionnaires se rendent dans la forêt pour récupérer les vêtements des morts et les dents en or. Parmi les morts de la forêt de Jilava, on relève les noms d'Alexandru Solomon, pharmacien et vice-président de la communauté, d'Ozias Copstik (ou Cupferștic), chantre du Temple choral, ainsi que de Jacob et Joseph Gutman, les fils du rabbin Zvi Gutman (qui a, lui, survécu malgré les deux balles reçues en pleine tête) ; une synagogue Jacob et Joseph Gutman sera érigée à Tel Aviv, et leur frère Efraim Gutman en deviendra le rabbin.

### Massacre de l'abattoir
Le 23 janvier, quelques heures avant la répression de la rébellion, un groupe de Légionnaires sélectionne 15 Juifs au hasard parmi ceux retenus à la Préfecture de police, et les conduit par camions à l'abattoir où ils sont assassinés d'une balle dans la nuque. Cinq des agonisants, dont une petite fille de cinq ans, sont pendus encore vivants à des crocs de boucher de l'abattoir. Puis après les avoir encore torturés, les légionnaires leur ouvrent le ventre et sortent leurs intestins qu'ils enroulent autour des cous des victimes, puis apposent dessus les corps une pancarte marquée Cacher. L'abattoir est fermé pendant une semaine pour le nettoyer de ce carnage.  
Quand Antonescu appointera un procureur militaire pour investiguer les faits passés à l'abattoir, celui-ci indiquera qu'il reconnait parmi les corps « torturés professionnellement », trois de ses amis, l'avocat Millo Beiler et les frères Rauch. Il ajoutera: « les corps des morts étaient pendus sur des crocs de bouchers. »
L'écrivain roumain Virgil Gheorghiu écrira plus tard dans Mémoires : Le Témoin de la vingt-cinquième heure :
« Dans le grand hall de l’abattoir, où le bétail est suspendu avant d’être découpé, se trouvaient des corps humains nus… Sur certains de ces corps était inscrit CUȘER (Cacher). C'était des corps de Juifs… mon âme était souillée, j'étais honteux de moi-même, honteux d'être roumain comme les criminels de la Garde de fer »

### Bilan du pogrom
Pendant le pogrom, 125 Juifs de Bucarest ont été assassinés : 120 corps ont été retrouvés, et cinq n'ont jamais pu être découverts. D'autres Juifs qui ne faisaient pas partie de la communauté de Bucarest et qui pouvaient se trouver dans la ville, ont peut-être aussi été tués.  
Quoi qu'il en soit, tous les témoignages convergent pour attester que les participants aux atrocités et aux pillages étaient des dizaines, peut-être des centaines, que beaucoup étaient des banlieusards pauvres ou des criminels de la pègre bucarestoise, et en tout cas supérieurs en nombre aux rares personnes qui ont eu le cran de tenter de s'y opposer. À la Grande synagogue, la femme de ménage chrétienne, Lucreția Canjia, s'est agenouillée face aux vandales, les a suppliés de ne pas brûler une maison de Dieu en leur rappelant les valeurs chrétiennes, et a eu gain de cause : le bâtiment a été épargné. 
Pendant les émeutes, 1 274 ateliers, usines, magasins et appartements ont été saccagés ou détruits. Après la fin de la rébellion, les militaires saisirent le butin des légionnaires, qui remplissait 200 camions (sans compter l'argent et les bijoux).

## La répression du coup d'état
Pendant la rébellion, Antonescu évite la confrontation directe avec les légionnaires, mais fait venir à Bucarest des unités militaires d'autres villes, comprenant 100 chars. Alors que le chaos s'installe à Bucarest, Hitler commence à s'inquiéter de voir son allié potentiel sombrer dans l'anarchie. En Roumanie, des images horrifiques du pogrom se répandent et suscitent de la compassion pour les victimes. L'armée est furieuse contre les légionnaires, qui ont capturé des soldats, les ont désarmés et leur ont retiré leur uniforme. Plusieurs soldats ont même été brûlés. Quand Antonescu pense que le moment est le plus approprié, il donne l'ordre de mater sans pitié la rébellion. L'armée, dirigée par le général Ilie Șteflea, réprime la rébellion en quelques heures sans grande difficulté. Les légionnaires ne peuvent pas se défendre contre les canons et les chars de l'armée.
Quand l'armée attaque leur quartier général, les légionnaires s'enfuient en tiraillant. Pendant les escarmouches, 30 soldats sont tués et une centaine d'autres blessés. Le nombre de légionnaires tués est d'environ 200, bien que quelques années plus tard, Horia Sima annoncera environ 800 légionnaires tués.
Une fois la rébellion matée, Antonescu s'adresse au public à la radio, expliquant son point de vue, mais sans mentionner le pogrom. Il demande à la garnison allemande, qui était restée passive durant le coup d'état, de montrer son soutien. Les troupes allemandes défilent alors à travers des rues de Bucarest, s'arrêtent devant le bâtiment du Premier ministre, et y saluent Antonescu.
Après la chute des légionnaires, tous les opportunistes qui s'étaient joints à eux, notamment pour piller les victimes s'enfuient. La presse les traite de « dégénérés bestiaux qui ternissent notre belle race », mais reste antisémite et nationaliste. Certains responsables légionnaires, y compris Horia Sima, s'enfuient en Allemagne. Près de 9 000 membres de la Légion sont arrêtés et envoyés en prison. 
Les légionnaires qui avaient mené le combat antisémite en Roumanie ne reviendront plus au pouvoir, mais le gouvernement d'Antonescu se substitue à eux. Quelques mois plus tard le pogrom de Iași dépassera par son ampleur celui de Bucarest, et l'armée roumaine commettra en Bessarabie et Transnistrie, au nom du mythe judéo-bolchevique, des atrocités bien pires encore (des centaines de familles enfermées dans des hangars auxquels on mit le feu, ou bien les massacres d'Odessa, par exemple). Les atrocités du pogrom de Bucarest ne seront révélées au public roumain (autre que bucarestois) qu'après le renversement d'Antonescu.
Un des responsables du pogrom, Valerian Trifa, entre-temps devenu prêtre orthodoxe, a préféré renoncer à la nationalité américaine lorsqu'il a été dénoncé en 1982 et il a quitté les États-Unis pour le Portugal, plutôt que d'être jugé et expulsé.

## Éxegèse
L'exégèse des évènements liés à la Garde de Fer, au gouvernement Antonescu et à leurs crimes peut exprimer l'un ou plusieurs de ces quatre points de vue :
- l'approche communiste en fait un « crime du régime bourgeois-aristocratique de la monarchie roumaine, en son ultime exacerbation fasciste, contre une partie du peuple travailleur » sans référence à l'ethnie ou la religion des victimes, ce qui revient à occulter le caractère spécifiquement antisémite des crimes commis à cette période[31] ;
- l'approche nationaliste oppose « juifs » et « roumains » sur le mode « nation contre nation », qui présuppose qu'on ne peut pas être l'un et l'autre à la fois. Ce point de vue qui oppose en fait juifs et chrétiens était partagé par les légionnaires, par Antonescu, par des intellectuels comme Mircea Eliade et par une partie de l'Église orthodoxe roumaine, qui affirmaient qu'on ne peut être roumain que si l'on est chrétien. Les roumanophobes, pour leur part, attribuent ces opinions à tous les Roumains et parlent de « peuple profondément antisémite »[32], ce qui revient à considérer l'ensemble des non-juifs de Roumanie comme des criminels ou des complices des criminels[33] ;
- l'approche négationniste et complotiste met en doute les témoignages pour tenter de minimiser la portée des évènements, en occultant le rôle des autorités, leur idéologie, les rumeurs qu'elles ont sciemment répandues, et le nombre de participants aux pillages, viols et meurtres, imputés uniquement à la pègre et aux Roms ; cette approche prétend que les faits ont été grossis par des « complotistes anti-roumains »[34] ; la négation du pogrom et des actes de cruauté commis dans les centres de torture, à l'abattoir et dans la forêt de Jilava, est d'abord le fait les légionnaires et commence immédiatement après la répression de leur rébellion, malgré les documents qui commencent à être publiés avec des détails sur l'action des légionnaires. La Légion, par la voix de ses chefs, essaye de nier qu'il y ait eu pogrom à Bucarest, et que des actes de barbarie aient été commis. Selon eux, ce pogrom, ainsi que le coup d'état contre le maréchal Antonescu, sont des inventions de la prétendue conspiration des Juifs, des Francs-maçons et/ou des Communistes[2].
- l'approche historique universitaire qui se base sur les archives militaires roumaines et le rapport de la Commission Wiesel, ne privilégie aucun des points de vue précédents et s'en tient aux sources, ce qui revient à faire la part des causes et à les décrire dans toute leur complexité, sans exonérer les criminels et les décideurs de leurs responsabilités et sans instrumentaliser la mémoire des victimes au profit des militantismes politiques postérieurs à la tragédie[35].